# 平賀国夫
平賀 国夫（ひらが くにお、1935年 - ）は、日本の建築家。東京都生まれ。丹下健三都市建築設計研究所（URTEC）副社長を歴任。

## 来歴
1957年 日本大学理工学部建築学科卒業後、RIAや日建設計、増沢洵の事務所に出入りしていた。
1963年にURTECに入所し、電通本社ビル、大津プリンスホテル、今治市民会館などを担当する。1998年にURTECを退所した。